# Cynometra trinitensis
Cynometra trinitensis är en ärtväxtart som beskrevs av Daniel Oliver. Cynometra trinitensis ingår i släktet Cynometra, och familjen ärtväxter. Inga underarter finns listade i Catalogue of Life.